# ポワレ
ポワレ（フランス語: poêlé）は、フランス料理における調理法のひとつ。

## 調理法
現代（ヌーベルキュイジーヌ以降）では、ポワレ鍋（フライパン）に油脂をひき、表面をカリッと中身をふんわりした感触に具材を焼き上げる手法を指している。魚料理の調理法としてなじみ深いが、元々は肉料理で用いられていた料理法で、調理中は具材から出た脂や汁をかけ廻す（アロゼ（フランス語で水撒き）と呼ばれる）。
調理の一例としては、魚の切り身に塩コショウして下味をつけ、オリーブ油で両面を色よく焼いた後、ソースと共に盛りつける。魚はウシノシタ（舌平目）やスズキ、アマダイなどの白身の魚や、マス・サケ類などがよく用いられる。ムニエルとは異なり、小麦粉などの粉をまぶさない。
古典的（オーギュスト・エスコフィエの定義）には「蓋をした底の深い銅鍋に、少量のフォンを入れ蒸し焼きにすること」とされ、ただ「焼く」という方法ではない。エスコフィエが整理する前はロティ（蓋をせず底の浅い鉄板に肉塊をのせ、フォンを用いずにオーブンで焼くこと。例としてローストビーフ）や、ブレゼ（蓋をした底の深い銅鍋に、肉塊と多量のフォンを満たしオーブンで煮込み焼く。例としてビーフシチュー）と混同されていた。
なお、ポワレの本来の意味は蒸し焼きまたは表面をカリッと焼き上げる調理法だが、ソテー（sauté）とほぼ同じ意味で用いられる例もみられるようになっている。